# Стереофотограмметрична зйомка
Стереофотограмметрична зйомка (рос. стереофотограмметрическая съемка, англ. stereophotogrammetric survey; нім. stereophotogrammmetrische Aufnahme f) – спосіб зйомки земної поверхні або інших об'єктів, зокрема відкритих гірничих робіт, що базується на вимірюваннях стереопар фотознімків цих об'єктів. Поширена при топографічній зйомці. Застосовується також для вивчення розмиву берегів, процесу утворення ярів, руху льодовиків і інш. Розрізняють наземну та аеростереофотометрична зйомка. 
СТЕРЕОФОТОГРАММЕТРИЧНА ЗЙОМКА НАЗЕМНА (наземна стереозйомка) — спосіб вивчення і реєстрації форми, розмірів і просторового положення об'єктів по їх фотографічних зображеннях, отриманих з точок земної поверхні. При відкритій розробці родовищ Стереофотометрична зйомка – прогресивний спосіб маркшейдерського складання планів гірничих виробок і нанесення геологічної і іншої інформації. Для камеральної обробки знімків необхідно мати фотограмметричні прилади (див. фотограмметрія).